# Plukenetia volubilis
Plukenetia volubilis är en törelväxtart som beskrevs av Carl von Linné. Plukenetia volubilis ingår i släktet Plukenetia och familjen törelväxter. Inga underarter finns listade i Catalogue of Life.

## Bildgalleri

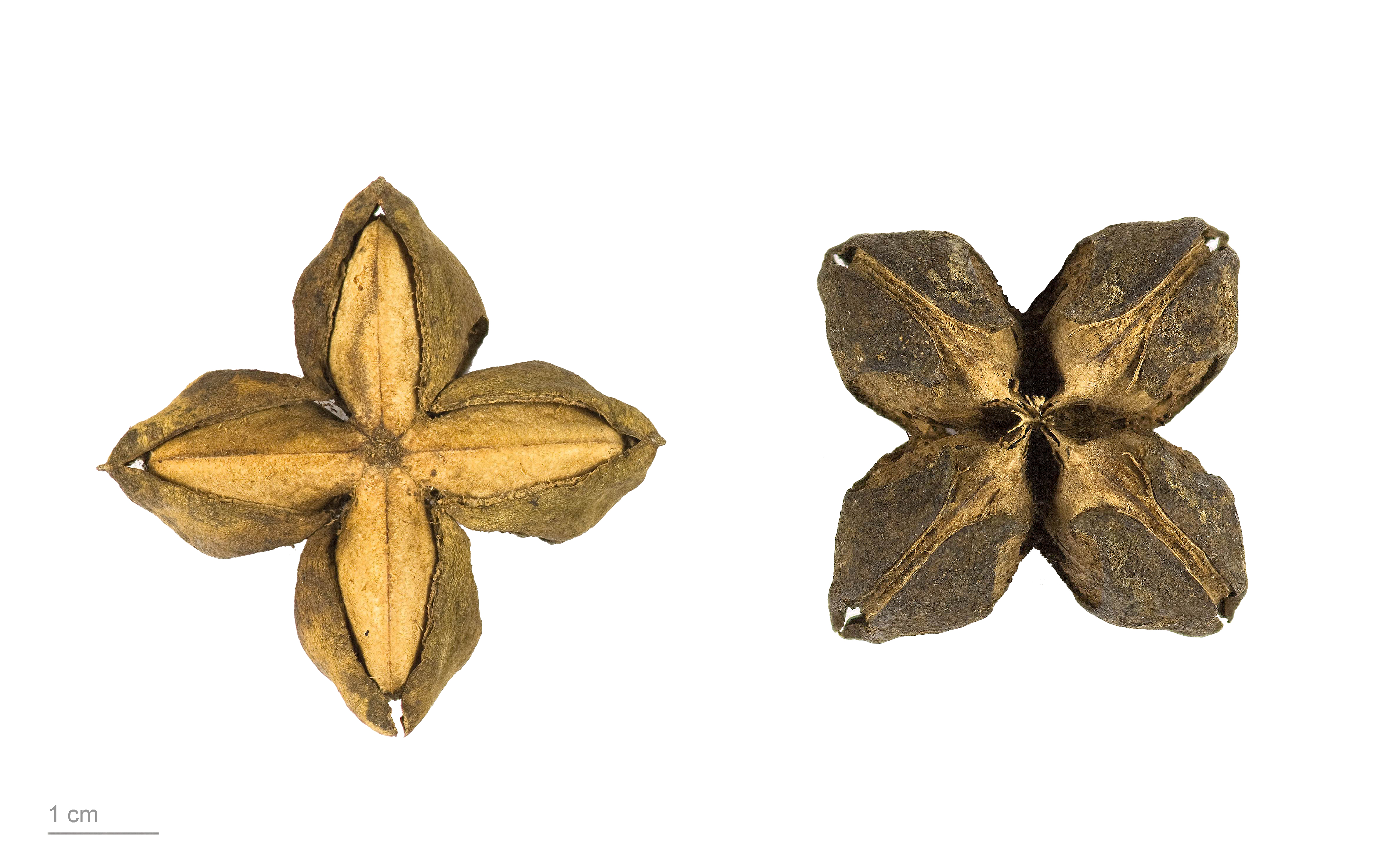
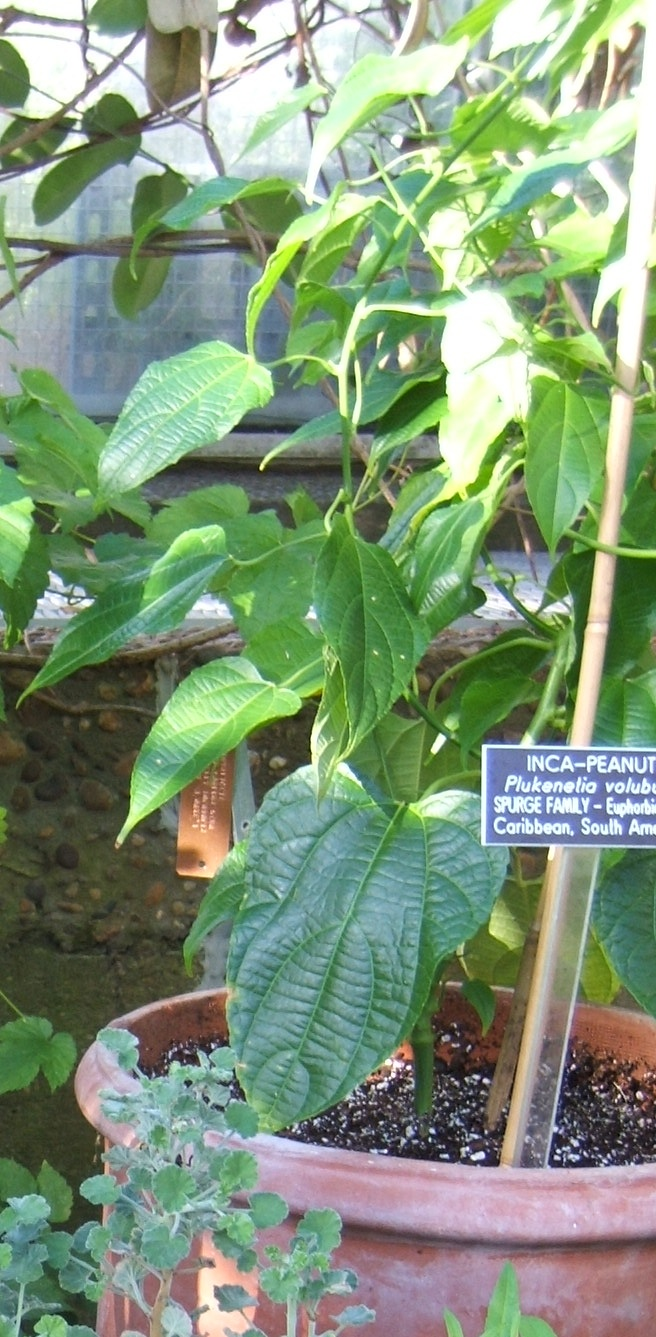
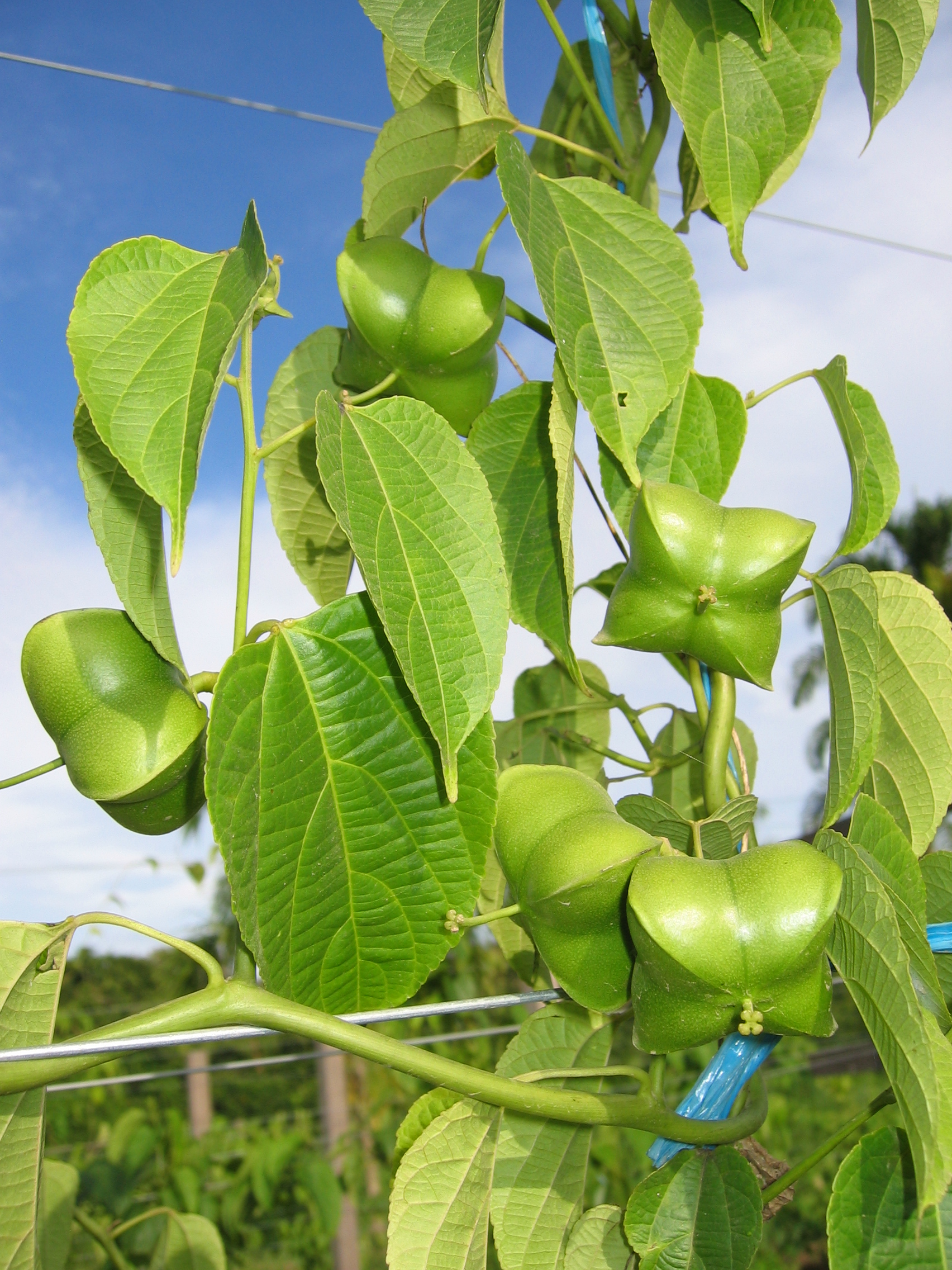
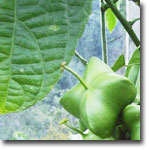
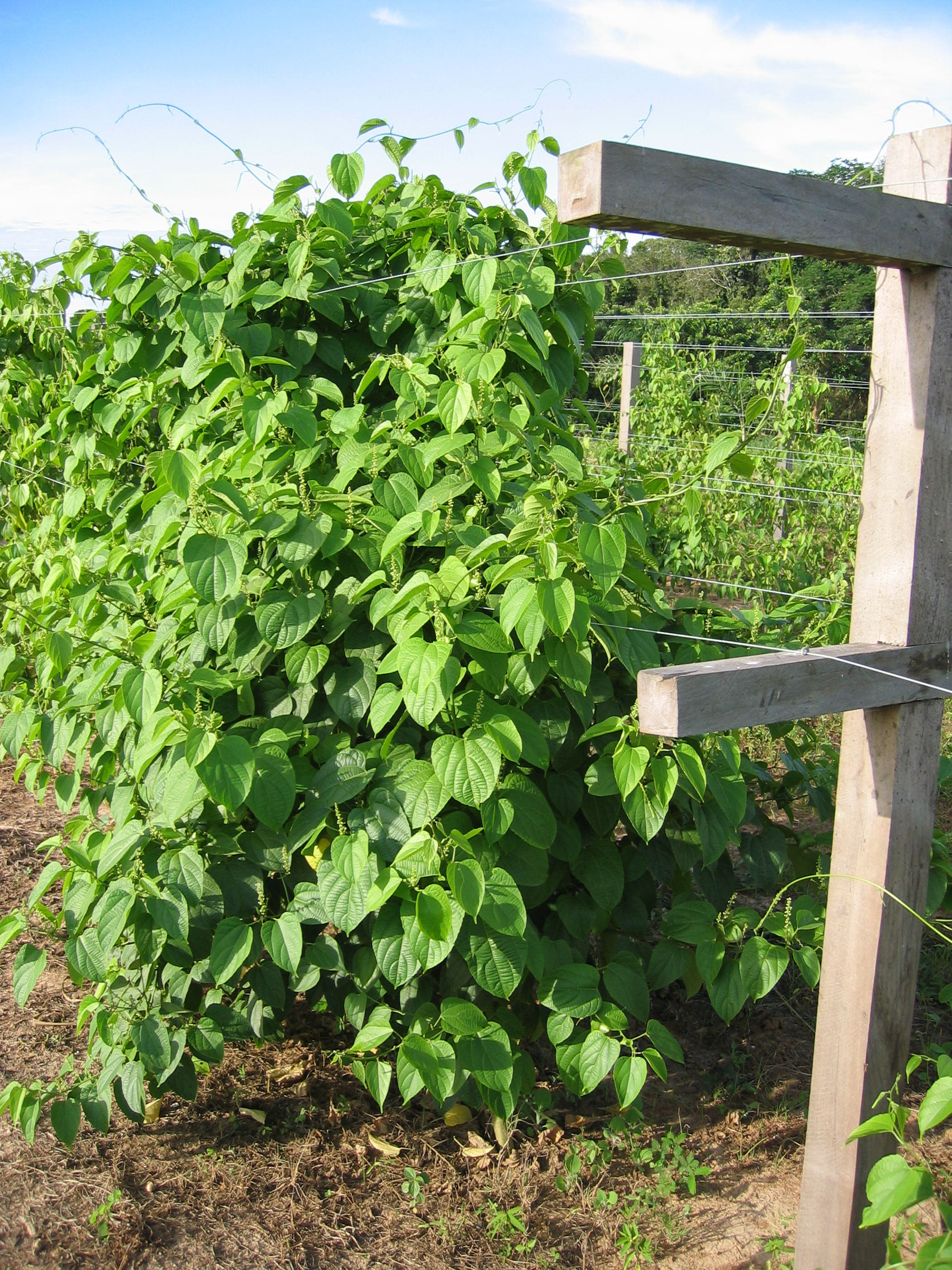